# Doville
Doville település Franciaországban, Manche megyében. Lakosainak száma 326 fő (2022. január 1.). Doville Catteville, Neufmesnil, Saint-Nicolas-de-Pierrepont, Saint-Sauveur-de-Pierrepont, Saint-Sauveur-le-Vicomte és Varenguebec községekkel határos.

## Népesség
A település népességének változása:
| Lakosok száma | 270  | 247  | 253  | 285  | 309  | 317  | 321  | 327  | 326  | 326  |
|               | 1968 | 1982 | 1990 | 2006 | 2013 | 2015 | 2017 | 2019 | 2020 | 2022 |